# Arbejdernes Forenings- og Forsamlingsbygning
Arbejdernes Forenings- og Forsamlingsbygning er en tidligere arbejderforsamlingsbygning opført i 1879 og beliggende i Rømersgade i København. Bygningen er den første arbejderforsamlingsbygning i Danmark, den ældste endnu eksisterende i Europa og den næstældste i verden.

## Historie
Ved et arbejdermøde i Farvergade 9 i København i december 1873 kunne Frederik August Hertz fra Den Internationale Arbejderforening for Danmarks byggekomite fortælle, at man i foreningen havde en tegning klar til en forsamlingsbygning. Ved mødet diskuterede man, hvordan byggeriet skulle finansieres, men dengang nåede man ikke frem til en løsning. Især de fagligt organiserede bygningssnedkere var ivrige efter at komme i gang.
I Sverige byggede man allerede i 1874 Arbetareföreningens Hus i Göteborg, som var en monumental bygning placeret ved Järntorget, hvor der var plads til en yderligere udbygning af huset, som fandt sted i 1909. Arbejderforeningen, der stod bag dette forsamlingshus, var mere liberalt sindet end socialdemokraterne.
I Danmark endte det med, at bygherren på den første danske forsamlingsbygning blev aktieselskabet "Den almindelige Forenings- og Forsamlingsbygning i Hovedstaden", som i slutningen af 1870'erne havde rejst penge nok til byggeriet ved salg af aktier til 10 kr. pr. styk med henblik på at sikre bedre og større lokaler til arbejdernes foreningers sammenkomster, uafhængigt af andre. I slutningen af 1800-tallet planlagdes tre andre bygninger med samme formål og lignende forretningsmodel i København. Arbejdernes Forsamlingsbygning på Kløvermarksvej 3 på Amager var den første, der stod færdig i 1895, kort efter kom forsamlingsbygningen på Enghavevej 40 på Vesterbro til, også i 1895, og til sidst, i 1897, Jagtvej 69, dengang nummereret Jagtvej 49 på Nørrebro.
Bygningskomplekset i Rømersgade er opført af arbejderbevægelsen som et mødested for politiske, uddannelsesmæssige, sociale og kulturelle aktiviteter, samtidig med at en række fagforeninger havde kontorer i bygningen. Restaurant Café & Øl-Halle "1892" ligger i bygningens kælder, hvor der har været restaurant siden 1879.[kilde mangler]

## Fredning
Bygningen blev i 1982 overdraget til Arbejdermuseet og fredet i 1983.
Bygningen er optaget på Kulturministeriets tentativliste, som fungerer som kandidatliste til UNESCOs Verdensarvsliste. Projektet med at nominere bygningen til verdensarvslisten startede i 2008 på initiativ af Arbejdermuseet. De øvrige arbejderforsamlingsbygninger, som museet har fået med i projektet, er to fungerende fagforeningsbygninger i Australien: Broken Hill Trades Hall i Broken Hill, bygget 1898 til 1905, og Victorian Trades Hall, Melbourne, bygget 1859, samt hovedkvarteret for fagforeningen Confederación General del Trabajo de la República Argentina (CGT) i Buenos Aires, Argentina, indviet af Juan Peron i 1950.